# Маріте (фільм)
«Маріте» — радянський художній фільм-біографія 1947 року про литовську партизанку, Героя Радянського Союзу Маріте Мельникайте. Фільм, який започаткував художню кінематографію Литви.

## Сюжет
Міжвоєнна Литва. Семирічна Маріте з бідної сім'ї йде в пастушки, потім працює чорноробом, прислугою, що працює на фабриці. Відбувається совєцька та німецька окупація Литви. Марія вступає до партизанського загону. Під час однієї з операцій Марію та її товаришів наздоганяють німці. Після нерівного бою поранена Марія потрапляє до них у полон. Під тортурами катів вона не видає дані про розташування партизанських загонів, і гітлерівці страчують стійку дівчину.

## У ролях
- Тетяна Леннікова — Маріте
- Маргарита Громико — Маріте в дитинстві
- Юозас Лауцюс — Пятрас, пастух
- Ліліана Бінкіте — Олена
- Микола Чаплигін — Алексас, командир партизанських загонів
- Бронюс Кіселюс — Джюгас
- Юозас Сіпаріс — Антанас
- Михайло Астангов — ксьондз
- Микола Граббе — Казюкас
- Микола Плотников — батько Маріте
- Олена Кондратьєва — мати Маріте
- Надір Малишевський — Бєлов
- Юргіс Пятраускас — господар заводу
- Андрій Попов — Микола
- Віктор Кольцов — Людас
- Володимир Балашов — Юстас, друг Маріте
- Олександр Лук'янов — вчитель
- Казиміра Кімантайте — Яніте
- Федір Іванов — Альгірдас
- Лаймонас Норейка — Юзеф
- Тамара Тихомірова — Регіна
- Григорій Мерлінський — куркуль
- Аудріс Хадаравичюс — епізод
- Тетяна Лаврова — епізод
- Варвара Севастьянова — епізод
- Донатас Баніоніс — епізод

## Знімальна група
- Режисер — Віра Строєва
- Сценарист — Федір Кнорре
- Оператори — Євген Андриканіс, Галина Пишкова
- Композитор — Баліс Дваріонас
- Художники — Володимир Камський, Олексій Пархоменко